# Cantó de La Mastra

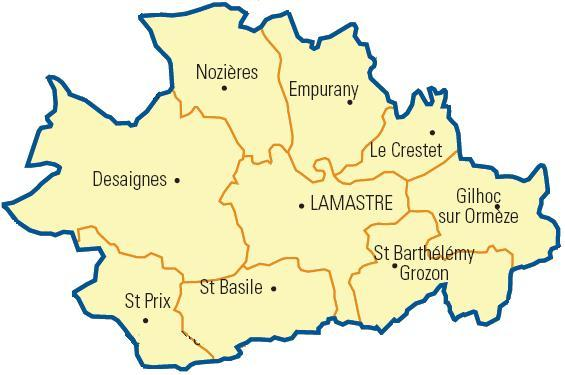
Comunes del cantó

El cantó de La Mastra és un cantó francès del departament de l'Ardecha, situat al districte de Tornon. Té 9 municipis i el cap és La Mastra.

## Municipis
- Lo Crestet
- Desanha
- Empurani
- Gilhoc-sur-Ormèze
- La Mastra
- Nozières
- Saint-Barthélemy-Grozon
- Saint-Basile
- Saint-Prix

## Història
| Data d'elecció                           | Identitat               | Partit        | Qualitat |
| ---------------------------------------- | ----------------------- | ------------- | -------- |
| 1955-1972                                | Xavier du Besset        | Divers droite |          |
| 1972-1977                                | Pierre-Marie Grandcolas | UDR           |          |
| 1977-1998                                | Henri Laroux            | Divers droite |          |
| 1998-                                    | Jean-Paul Vallon        | Divers droite |          |
| les dades anteriors no són pas conegudes |                         |               |          |
|                                          |                         |               |          |

| 1962  | 1968  | 1975  | 1982  | 1990  | 1999  | 2007  |
| ----- | ----- | ----- | ----- | ----- | ----- | ----- |
| 7.771 | 8.395 | 7.555 | 7.165 | 6.520 | 6.217 | 6.475 |